# Minicopa de España Femenina 2024–25
La Minicopa de España Femenina 2024–25 es la séptima edición de la Minicopa de España, una competición de balonmano base paralela a la Copa de la Reina de Balonmano del mismo año, celebrada entre el 14 y el 16 de marzo de 2025 en las ciudades españolas de Canovellas, Las Franquesas del Vallés y Granollers de categoría cadetes.

## Sistema de competición
Se juega en formato de grupo de cuatro, donde los primeros clasificados de cada grupo se enfrentan en la final.
Participan los mismos equipos, en categoría cadete, que juegan la Copa de la Reina. 
En la temporada 2024-25, los equipos son: Lacturales bera bera (balonmano bera bera), Elda Prestigio Azul (Club Balonmano Elda Prestigio), Mecalia Atlético Guardés (Atlético Guardés), KH7 Bm. Granollers (Balonmano Granollers), Balonmano Porriño (Balonmano Porriño), Balonmano Morvedre, Rocasa y Atarrabia Beti-Onak (Replasa Beti Onak). 

### Grupos
El sorteo de los grupos se celebró el 17 de febrero en la Sala Francesc Tarafa de Granollers. Los primeros de cada grupo se enfrentan en la final de la competición.
| Grupo A                  | Grupo B             |
| ------------------------ | ------------------- |
| Lacturale Bera Bera      | Balonmano Morvedre  |
| Elda Prestigio           | Atarrabia Beti-Onak |
| KH7 Bm. Granollers       | Rocasa              |
| Mecalia Atlético Guardés | Balonmano Porriño   |

## Campeonato

### Primera fase
| Equipo                   | Pts | G | E | P | GF | GC |
| ------------------------ | --- | - | - | - | -- | -- |
| Elda Prestigio Azul      | 6   | 3 | 0 | 0 | 67 | 38 |
| KH7 Bm. Granollers       | 4   | 2 | 0 | 1 | 57 | 42 |
| Mecalia Atlético Guardés | 2   | 1 | 0 | 2 | 51 | 61 |
| Lacturale Bera Bera      | 0   | 0 | 0 | 3 | 43 | 77 |

| Equipo              | Pts | G | E | P | GF | GC |
| ------------------- | --- | - | - | - | -- | -- |
| Balonmano Morvedre  | 6   | 3 | 0 | 0 | 72 | 37 |
| Atarrabia Beti-Onak | 4   | 2 | 0 | 1 | 59 | 45 |
| Rocasa              | 2   | 1 | 0 | 2 | 42 | 61 |
| Balonmano Porriño   | 0   | 0 | 0 | 3 | 36 | 66 |

### Final
| 16 de marzo de 2025 | Elda Prestigio Azul | 22-31 | C. Bm. Morvedre | Palacio de Deportes de Granollers, Granollers           |                                                         |
| 9:00                | 1× 2×               |       | 2×              | Árbitra: Marina Millán Cazorla, Judit Castillo Martínez | Árbitra: Marina Millán Cazorla, Judit Castillo Martínez |

Equipos participantes en la final de la Minicopa de España.
| #  | Elda Prestigio Azul                       |
| -- | ----------------------------------------- |
| 1  | Gabriela Tortosa Montañéz                 |
| 4  | Sonia Pastor Callado                      |
| 6  | Sara Serrano Miralles                     |
| 8  | Cristina Martínez Torres                  |
| 9  | Michelle Rico Juan                        |
| 10 | Inés Vidal Tecles                         |
| 11 | Paula Cantos Vico                         |
| 12 | Erika Poveda Veliz                        |
| 13 | Inmaculada de la Concepción Aleda Ramirez |
| 14 | Alejandra Barragán Payá                   |
| 15 | Noa García López                          |
| 18 | Africa Cabañero Jover                     |
| 33 | Agata Martínez Cascales                   |
| 36 | Remedios Giménez Azorín                   |
| 59 | Daniela Díaz Checa                        |
| 90 | Elena Mira Astor                          |
| E  | Asensio Díaz Bernabé                      |

| #  | Club Balonmano Morvedre           |
| -- | --------------------------------- |
| 7  | Laia Bonet Felipe                 |
| 8  | María Prats Iborra                |
| 10 | Macarena Herrero Soto             |
| 11 | Paula Écija Martín                |
| 14 | Carolina Bonet Vismara            |
| 15 | Zulema Romero Navarro             |
| 16 | Cristina Ioana Tanchi Miculaiciuc |
| 17 | Sira Martín Dual                  |
| 26 | Mar Navarro Pomer                 |
| 27 | Laura Ferrer Carot                |
| 37 | Adriana Porras Gómez              |
| 39 | Alejandra Aparicio Olmos          |
| 47 | Nuria Fernández Gil               |
| 82 | Ángela Carrasco Muñoz             |
| 83 | Vanesa Solumar Sierra             |
| 97 | Maya Rams Paredes                 |
| E  | José Manuel Bonet Martín          |